# Verdi-Mogul
Verdi-Mogul es un lugar designado por el censo ubicado en el condado de Washoe en el estado estadounidense de Nevada. En el año 2000 tenía una población de 2.949 habitantes y una densidad poblacional de 47,3 personas por km².

## Geografía
Verdi-Mogul se encuentra ubicado en las coordenadas 39°30′52″N 119°57′26″O / 39.51444, -119.95722.

## Demografía
Según la Oficina del Censo en 2000 los ingresos medios por hogar en la localidad eran de $67.708, y los ingresos medios por familia eran $79.342. Los hombres tenían unos ingresos medios de $54.048 frente a los $36.793 para las mujeres. La renta per cápita para la localidad era de $38.233. Alrededor del 3,6% de la población estaban por debajo del umbral de pobreza.